# Анто Дробняк
Анто Дробняк е футболист от Черна гора.

## Национален отбор
Записал е 6 мача за националния отбор на Югославия.
| Югославия | Югославия | Югославия |
| Година    | Мачове    | Голове    |
| --------- | --------- | --------- |
| 1996      | 1         | 0         |
| 1997      | 2         | 1         |
| 1998      | 3         | 1         |
| Общо      | 6         | 2         |